# Turkmenistan-Manat

500-Manat-Schein (alt)

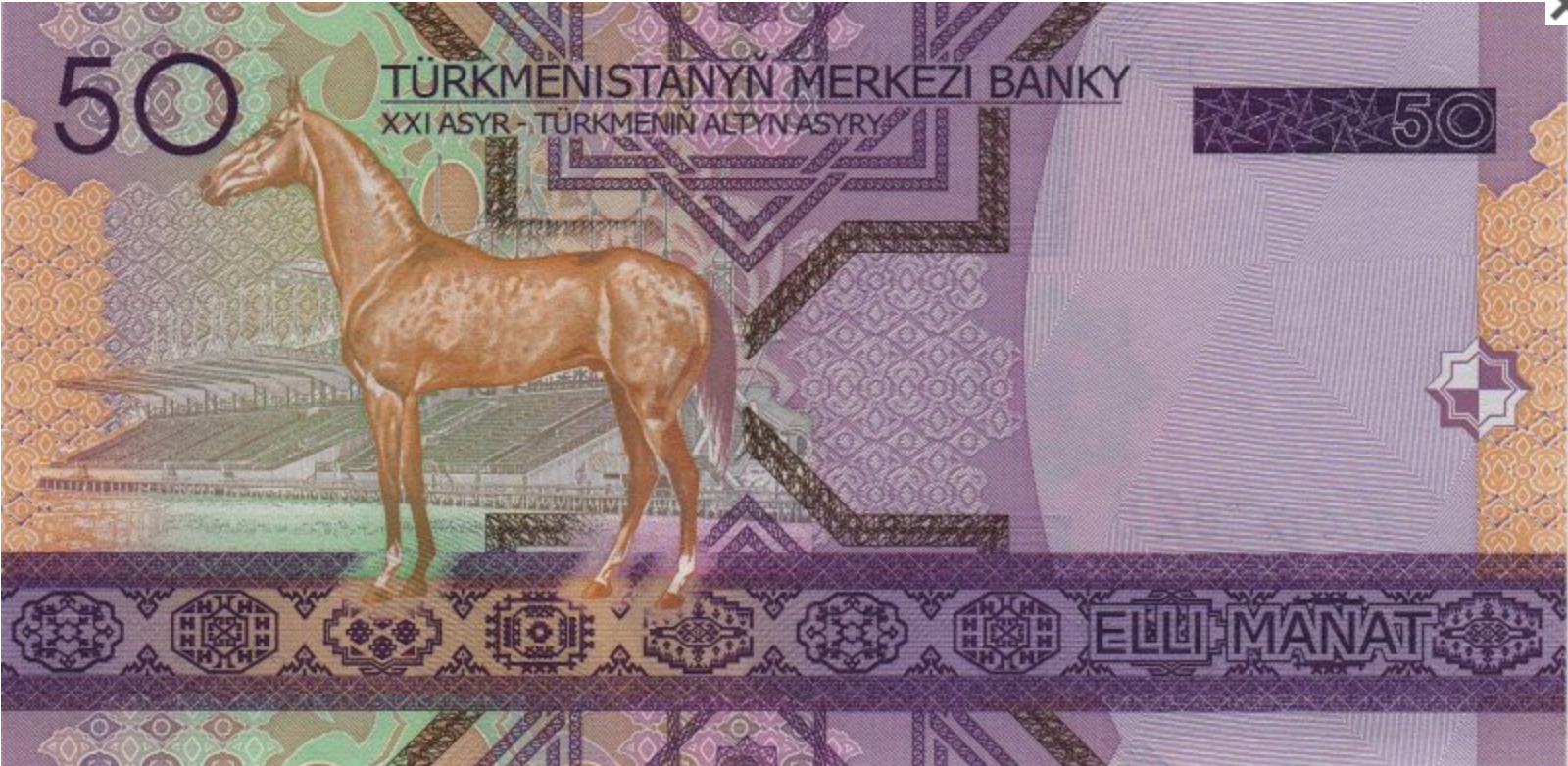
50-Manat mit Abbildung Yanardag

Der Turkmenistan-Manat ist die nichtkonvertible Währung Turkmenistans.
1 Manat ist unterteilt in 100 Teňňe (Türkmenistanyň Teňňesi). Die Währung wurde 1993 eingeführt und löste den Rubel aus der Sowjetzeit ab. Die Inflation ist sehr hoch und wurde für das Jahr 2006 offiziell mit 11 % angegeben.
Am 1. Januar 2009 wurde der „neue Manat“ mit dem ISO-4217-Code TMT eingeführt. 1 TMT ist 5000 alte Manat (TMM), beide blieben 2009 parallel im Umlauf, bis 2010 wurde der alte Manat von allen Banken Turkmenistans umgetauscht. Es wurden neue Banknoten zu 1, 5, 10, 20, 50, 100 und 500 Manat und Münzen zu 1, 2, 5, 10, 20, 50 Teňňe, 1 und 2 Manat ausgegeben. Der Ex-Staats- und Regierungschef Saparmyrat Nyýazow ist nur noch auf der 500-Manat-Note abgebildet, auf der alten Serie war er auf allen Scheinen. Der regierende Staats- und Regierungschef Gurbanguly Berdimuhamedow versprach dem Volk in einer Fernsehansprache einen stabilen Wert der neuen Währung im Gegensatz zum bisherigen Manat.
Der Kurs ist an den US-Dollar gebunden. Bis 2014 war der Kurs 1 Dollar = 2,85 Manat, zum 1. Januar 2015 wurde der Manat um ca. 19 % abgewertet, neuer Kurs ist 1 Dollar = 3,50 Manat, auf dem Schwarzmarkt wurden 2023 ungefähr 20 Manat gezahlt.

## Münzen
| Nennwert | Vorderseite | Rückseite | Motive | Durchmesser | Dicke   | Rand                                   |
| -------- | ----------- | --------- | --- | ----------- | ------- | -------------------------------------- |
| 1 Teňňe  |             |           | VS: „Türkmenistanyň Merkezi Banky“ (turkmenische Zentralbank) RS: „Garaşsyz bitarap Türkmenistan“ (unabhängiges neutrales Turkmenistan), Karte Turkmenistans mit Unabhängigkeitsstatue | 1,6 cm      | 1,45 mm | glatt                                  |
| 2 Teňňe  |             |           | VS: „Türkmenistanyň Merkezi Banky“ (turkmenische Zentralbank) RS: „Garaşsyz bitarap Türkmenistan“ (unabhängiges neutrales Turkmenistan), Karte Turkmenistans mit Unabhängigkeitsstatue | 1,8 cm      | 1,7 mm  | geriffelt                              |
| 5 Teňňe  |             |           | VS: „Türkmenistanyň Merkezi Banky“ (turkmenische Zentralbank) RS: „Garaşsyz bitarap Türkmenistan“ (unabhängiges neutrales Turkmenistan), Karte Turkmenistans mit Unabhängigkeitsstatue | 2 cm        | 1,9 mm  | glatt                                  |
| 10 Teňňe |             |           | VS: „Türkmenistanyň Merkezi Banky“ (turkmenische Zentralbank) RS: „Garaşsyz bitarap Türkmenistan“ (unabhängiges neutrales Turkmenistan), Karte Turkmenistans mit Unabhängigkeitsstatue | 2,2 cm      | 2 mm    | gewechselt glatt-geriffelt             |
| 20 Teňňe |             |           | VS: „Türkmenistanyň Merkezi Banky“ (turkmenische Zentralbank) RS: „Garaşsyz bitarap Türkmenistan“ (unabhängiges neutrales Turkmenistan), Karte Turkmenistans mit Unabhängigkeitsstatue | 2,4 cm      | 2 mm    | glatt                                  |
| 50 Teňňe |             |           | VS: „Türkmenistanyň Merkezi Banky“ (turkmenische Zentralbank) RS: „Garaşsyz bitarap Türkmenistan“ (unabhängiges neutrales Turkmenistan), Karte Turkmenistans mit Unabhängigkeitsstatue | 2,6 cm      | 2 mm    | geriffelt                              |
| 1 Manat  |             |           | VS: „Türkmenistanyň Merkezi Banky“ (turkmenische Zentralbank) RS: „Garaşsyz bitarap Türkmenistan“ (unabhängiges neutrales Turkmenistan), Karte Turkmenistans mit Unabhängigkeitsstatue | 2,7 cm      | 2,2 mm  | Gravur „BIR MANAT“ (Ein Manat)         |
| 2 Manat  |             |           | VS: „Türkmenistanyň Merkezi Banky“ (turkmenische Zentralbank) RS: „Garaşsyz bitarap Türkmenistan“ (unabhängiges neutrales Turkmenistan), Karte Turkmenistans mit Unabhängigkeitsstatue | 2,8 cm      | 2,4 mm  | glatt mit neun Oktogrammen eingraviert |

## Scheine
| Nennwert  | Vorderseite | Rückseite | Farbe      | Motive |
| --------- | ----------- | --------- | ---------- | --- |
| 1 Manat   |             |           | braun-grün | VS: Togrul Beg Türkmen (990–1063), Sultan der Seldschuken RS: Türkmenbaşy Halkara Deňiz Porty (Hafen Türkmenbaşy)                                                 |
| 5 Manat   |             |           | braun      | VS: Soltan Sanjar Türkmen (1084/86–1157), Sultan der Seldschuken RS: Garaşsyzlyk Binasy (Unagbängigkeitsstatue), Bitaraplyk Binasy (Neutraliätsstatue) in Aşgabat |
| 10 Manat  |             |           | rot        | VS: Magtymguly Pyragy (um 1730–1800), Nationaldichter RS: Das Gebäude der Zentralbank in Aşgabat                                                                  |
| 20 Manat  |             |           | violett    | VS: Görogly Beg Türkmen, Seldschuken-Sultan RS: Ruhyýet Köşgi (Palast der Spiritualität), Aşgabat                                                                 |
| 50 Manat  |             |           | dunkelgrün | VS: Gorgut Ata Türkmen RS: Türkmenistanyň Mejlisi (turkmenisches Unterhaus) und das Verfassungsmonument in Aşgabat                                                |
| 100 Manat |             |           | blau       | VS: Oguz Ata Türkmen, mythologischer Stammesführer der Oghusen, einem Turkvolk RS: Oguzhan Köşgi (Oguzhan-Palast), Präsidentenpalast in Turkmenistan              |